# Barbara Freier
Pour les articles homonymes, voir Freier et Barbara Freier (homonymie).
Barbara Freier, née le 22 avril 1948 à Essen (Allemagne), est une actrice allemande.

## Biographie
Après avoir obtenu son diplôme d'études secondaires, Barbara Freier étudie le théâtre à l'Université Folkwang d'Essen. Elle joue dans divers théâtres à Dortmund, Wiesbaden, Hambourg, Munich, Berlin, Hanovre et Vienne.
Entre 1979 et 1997, elle joue plusieurs rôles d'invitée dans des séries télévisées pour les diffuseurs ARD, ZDF et RTL et joue dans les séries télévisées St. Pauli-Landungsbrücken (1979) et Konsul Möllers Erben (1983, ZDF). Elle acquiert une plus grande notoriété de 1984 à 1993 grâce à son rôle dans la série télévisée L'Enquêteur (Der Fahnder), dans laquelle elle incarne la petite amie du protagoniste aux côtés de Klaus Wennemann.
Elle a un fils qui a également joué dans Hinter Gittern. Elle vit à Berlin.

## Filmographie partielle

### Au cinéma
- 1982 : Neonstadt : la mère / l'employée des postes / la femme de la boutique
- 1983 : Danni : Angelika
- 1983 : Glut : Antonia
- 1984 : Manuel
- 1984 : Martha Dubronski : Pia - la femme peintre

### À la télévision

#### Séries télévisées
- 1975 : Hoftheater (de) (deux épisodes : « Die Entscheidung » et « Weibergeschichten ») : Maria Kiener
- 1979 : St.Pauli-Landungsbrücken (épisode « Gretchen Ebelmann ») : Renate
- 1984-1993 : L'Enquêteur (Der Fahnder, 88 épisodes) : Susanne / Susanne Holzmann
- 1993 : Peter Strohm (épisode « Der Schulfreund ») : Katharina Moersheim
- 2017 : SOKO Wismar (épisode « Klub der Aufreißer ») : Gabi Mahlo

### Téléfilms
- 1970 : Das Mädchen meiner Träume
- 1971 : Die armen Reichen
- 1974 : Die Jungfrau von Orleans
- 1974 : Fluchtgedanken
- 1978 : Dona Rosita oder die Sprache der Blumen
- 1981 : Schattenlinien
- 1982 : Zeichen und Wunder
- 1993 : Das Double
- 2013 : Drei in einem Bett : Lore